# 约翰·兰金·罗杰斯
约翰·兰金·罗杰斯（John Rankin Rogers，1838年9月—1901年12月26日），美国政治人物，1897年1月11日至1901年12月26日担任华盛顿州州长，为华盛顿州第3任州长。

## 生平
约翰·罗杰斯生于缅因州不伦瑞克镇。1895年，当选华盛顿州众议院议员。1896年当选华盛顿州州长。1901年12月26日，在州长任上死于大叶性肺炎。